# Kanadas Grand Prix 1993
Kanadas Grand Prix 1993, officiellt Molson Canadian Grand Prix , var ett Formel 1-lopp som kördes 13 juni 1993 på Circuit Gilles Villeneuve i Montréal i Kanada. Loppet var det sjunde av sammanlagt sexton deltävlingar ingående i Formel 1-säsongen 1993 och kördes över 69 varv.

## Resultat
1. Alain Prost, Williams-Renault, 10 poäng
2. Michael Schumacher, Benetton-Ford, 6
3. Damon Hill, Williams-Renault, 4
4. Gerhard Berger, Ferrari, 3
5. Martin Brundle, Ligier-Renault , 2
6. Karl Wendlinger, Sauber, 1
7. JJ Lehto, Sauber
8. Erik Comas, Larrousse-Lamborghini
9. Christian Fittipaldi, Minardi-Ford
10. Johnny Herbert, Lotus-Ford
11. Alessandro Zanardi, Lotus-Ford
12. Thierry Boutsen, Jordan-Hart
13. Aguri Suzuki, Footwork-Mugen Honda
14. Michael Andretti, McLaren-Ford
15. Luca Badoer, BMS Scuderia Italia (Lola-Ferrari)
16. Derek Warwick, Footwork-Mugen Honda
17. Ukyo Katayama, Tyrrell-Yamaha
18. Ayrton Senna, McLaren-Ford (varv 62, elsystem)

### Förare som bröt loppet
- Riccardo Patrese, Benetton-Ford (varv 52, kroppsligt)
- Andrea de Cesaris, Tyrrell-Yamaha (45, snurrade av)
- Fabrizio Barbazza, Minardi-Ford (33, växellåda)
- Jean Alesi, Ferrari (33, motor)
- Mark Blundell, Ligier-Renault (13, snurrade av)
- Rubens Barrichello, Jordan-Hart (10, elsystem)
- Philippe Alliot, Larrousse-Lamborghini (8, motor)

### Förare som ej kvalificerade sig
- Michele Alboreto, BMS Scuderia Italia (Lola-Ferrari)

## VM-ställning
| Förarmästerskapet 1. Alain Prost, Williams-Renault, 47 2. Ayrton Senna, McLaren-Ford, 42 3. Damon Hill, Williams-Renault, 22 | Konstruktörsmästerskapet 1. Williams-Renault, 69 2. McLaren-Ford, 44 3. Benetton-Ford, 25 |